# Opéra du Caire
L'opéra du Caire (en arabe : دار الأوبرا المصرية) est un opéra situé sur l'île de Gezira au Caire, la capitale de l'Égypte.

## Histoire
L'opéra khédival du Caire ayant brulé en 1971, un nouvel opéra est reconstruit, grâce à l'aide financière du Japon. Le nouveau bâtiment est inauguré le 10 octobre 1988 par le président Mohamed Hosni Moubarak, en présence du prince Tomohito de Mikasa, frère de l’empereur du Japon. La première artiste lyrique féminine à y faire entendre sa voix est Névine Allouba, de retour en Egypte après une dizaine d'années passées en Allemagne. 
Cet Opéra du Caire est situé dans la partie sud de l'île de Gezira, à 280 m de la tour du Caire et face au Musée d'art moderne égyptien. Son architecture, due à un architecte japonais, rappelle les formes géométriques islamiques et tente de reprendre la tradition des « mashrabiyyas » ou portes sculptées.
En 1991, la compagnie de ballet, dirigée par le Dr Abdel Moneim Kamel, emménage à l'opéra. La même année, le musée d'art moderne est inauguré. En 2004, Abdel Moneim Kamel, un proche du président Hosni Moubarak, est nommé directeur de l'opéra. En mars 2011, dans la foulée de la révolution de février 2011, une partie des artistes, avec, à leur tête, le danseur Kamal Rabea Rashed, demande sa démission. En février 2012, la musicienne Ines Abdel-Dayem prend la tête de l'Opéra du Caire. En mai 2013, elle perd ce poste après l'arrivée au pouvoir des Frères musulmans dans le pays, et la mise en place d'un gouvernement adhoc par Mohamed Morsi. Mais une grève arrête les représentations à l'Opéra. Une cinquantaine d'artistes réclament la tête du ministre. Leur action va peu à peu rejoindre une contestation anti-Morsi, qui monte depuis des mois. Le 3 juillet, l'armée destitue le gouvernement mis en place par Morsi. Ines Abdel-Dayem est réintégrée peu de temps après, courant juillet 2013.
.

## Statut
L'opéra du Caire est un centre culturel national.

## Structure

### Compagnies
Les compagnies de l'opéra du Caire sont, :
- l'orchestre symphonique du Caire ;
- la compagnie de ballet de l’opéra du Caire ;
- la troupe de l’opéra du Caire ;
- l'orchestre de l’opéra du Caire;
- la compagnie de danse théâtrale égyptienne moderne ;
- l’ensemble de chant religieux ;
- le chœur de l’opéra du Caire ;
- l’ensemble de musique arabe d’Abdel Halim Nowera ;
- l’ensemble national arabe de musique ;
- l'ensemble d'opéra d'Alexandrie pour la musique et le chant arabe ;
- l'ensemble historique de musique arabe ;
- le chœur des enfants de l’Opéra.

### Théâtres
L'opéra du Caire comporte sept théâtres : le grand théâtre (1 200 places), le petit théâtre (350 places), le théâtre ouvert (600 places), le théâtre d'El Gomhoria (unité |Modèle:648 places), le théâtre de musique arabe (300 places), le théâtre de Saïd Darwich (1 000 places) et le théâtre romain à Kom El Deka (650 places).

### Salles
L'opéra possède des salles de répétition, des salles de formation, des classes, des chambres et des vestiaires pour les artistes, des ateliers de fabrication de décors et d’habillement, d’un musée, d’une salle d’exposition, d'une médiathèque musicale et d'un restaurant. 

#### Médiathèque musicale
La médiathèque musicale comporte quatre salles principales : la salle de lecture, la salle vidéo, la salle audio et la salle du patrimoine de musique arabe. Les documents qu'elle abrite sont des disques phonographiques, des disques lasers, des cassettes vidéo, des cassettes audio, des livres (arabes et étrangers), des films, des photos, des revues de presse, des maquettes des spectacles et des diapositives. 

#### Salles des arts plastiques
Un bâtiment annexe est consacré aux arts plastiques. Il comporte deux étages de style moderne, d'une surface totale de 120 m². Chaque étage est muni d’un système d’éclairage permettant la modification de la projection de la lumière selon les genres et les styles des œuvres exposés et équipé d’une caméra de surveillance pour la sécurité. Les grandes manifestations artistiques exposées dans ces salles sont filmées et archivées à la médiathèque musicale, pour que ces enregistrements soient exploités par les étudiants des écoles techniques et les amateurs d'art. 
Et depuis l’inauguration de l’opéra du Caire en 1988, les salles des arts plastiques ont accueilli des dizaines d’expositions importantes, comme l’exposition annuelle de photographie, les expositions des grands pionniers des arts plastiques en Égypte et les expositions des différentes écoles impressionniste, surréaliste, réaliste, symboliste, cubiste ou autres. Chaque année, elles accueillent une exposition d’écriture arabe. 
Une nouvelle salle pour les arts plastiques a été inaugurée dans la médiathèque musicale. Elle a une forme cylindrique, est composée de deux étages et occupe une surface qui permet d’exposer plus de 70 œuvres en même temps. 

#### Musée d'art moderne
Le musée d'art moderne abrite 13 000 œuvres d'artistes égyptiens contemporains.

## Mission
La mission de l'opéra du Caire est de promouvoir la musique et la danse, et d'assister au renouveau de la musique traditionnelle arabe.

## Accès
L'opéra du Caire est desservi par le métro. L'arrêt le plus proche est la station Gezira (Opera).